# Oldenlandia rupicola
Oldenlandia rupicola là một loài thực vật có hoa trong họ Thiến thảo. Loài này được (Sond.) Kuntze mô tả khoa học đầu tiên năm 1891.